# 10924 Mariagriffin
10924 Mariagriffin è un asteroide della fascia principale. Scoperto nel 1998, presenta un'orbita caratterizzata da un semiasse maggiore pari a 3,0512741 au e da un'eccentricità di 0,0435104, inclinata di 10,60848° rispetto all'eclittica.
L'asteroide è dedicato a Maria Griffin, moglie dello scopritore.